# 하끼에우아인
하끼에우아인(베트남어: Hà Kiều Anh, 1976년 5월 17일 ~ )은 베트남의 모델이다.